# Rupt-aux-Nonains
Rupt-aux-Nonains – miejscowość i gmina we Francji, w regionie Grand Est, w departamencie Moza.
Według danych na rok 1990 gminę zamieszkiwało 359 osób, a gęstość zaludnienia wynosiła 18 osób/km² (wśród 2335 gmin Lotaryngii Rupt-aux-Nonains plasuje się na 697. miejscu pod względem liczby ludności, natomiast pod względem powierzchni na miejscu 174.).